# Abdulqawi Ahmed Yusuf
Abdulqawi Ahmed Yusuf (Eyl, 12 de septiembre de 1948) es un doctor en leyes y juez somalí que integra la Corte Internacional de Justicia.

## Biografía
Yusuf nació en la ciudad nororiental de Eyl en Somalia. Es Juris doctor (Universidad Nacional de Somalia) y tiene un Ph.D. en derecho internacional del Instituto de Estudios Internacionales de Ginebra. Antes de su doctorado, Yusuf completó estudios de posgrado en derecho internacional en la Universidad de Florencia en Italia. Habla somalí, árabe, inglés, francés e italiano.
Las posiciones anteriores de Yusuf incluyen: asesor legal y director de la Oficina de Normas Internacionales y Asuntos Jurídicos para la UNESCO desde marzo de 2001 hasta enero de 2009, asesor Legal (1994–1998) y director general adjunto de Asuntos Africanos, Organización de las Naciones Unidas para el Desarrollo Industrial (ONUDI), Viena (1998–2001), representante y Jefe de la oficina de Nueva York de la Conferencia de las Naciones Unidas sobre Comercio y Desarrollo (UNCTAD) (1992–1994) y Jefe del Servicio de Políticas Jurídicas de la UNCTAD (1987–1992), profesor en derecho en la Universidad Nacional de Somalia (1974–1981) y en la Universidad de Ginebra (1981–1983), y delegado somalí en la Tercera Conferencia de las Naciones Unidas sobre el Derecho del Mar (1975–1980). También ha sido profesor invitado y profesor en varias universidades e institutos en Suiza, Italia, Grecia y Francia.
Yusuf es el fundador y editor general del Anuario Africano de Derecho Internacional y es miembro del Instituto de Derecho Internacional (Ginebra). También es uno de los fundadores de la Fundación Africana para el Derecho Internacional, así como el presidente de su Comité Ejecutivo. Además, Yusuf es autor de varios libros y numerosos artículos sobre diversos aspectos del derecho internacional, así como artículos y artículos de opinión en periódicos sobre asuntos actuales del noreste de África y Somalia. Es miembro del comité asesor editorial del Anuario Asiático de Derecho Internacional y miembro del Curatorio del Instituto de Derecho Internacional Público y Relaciones Internacionales de Tesalónica. Anteriormente también se desempeñó como juez ad hoc en la Corte Internacional de Justicia.
El 6 de febrero de 2009, fue nombrado juez de la Corte Internacional de Justicia. El 6 de febrero de 2015 fue elegido vicepresidente de la corte. En 2011, Yusuf obtendría un puesto en el consejo asesor del Instituto de La Haya para la Justicia Global. El 6 de febrero de 2018, Yusuf fue nombrado presidente de la Corte Internacional de Justicia. Yusuf sucediendo a Ronny Abraham de Francia como el 25.º Presidente de la Corte Internacional de Justicia y solo al tercer africano en obtener el título después de Taslim Elias de Nigeria (1982-1985) y Mohamed Bedjaoui de Argelia (1994-1997).